# Albertus Johannes de Wit
Albertus Johannes de Wit, ook wel Albertus Johannis de Wit, (Berkel, 19 oktober 1861 – Rotterdam, 18 februari 1944) was een Nederlands organist en componist.
Hij kwam voort uit het gezin van Martinus de Wit (1823-1876) en Flora Francken, maar werd grotendeels opgevoed door de tweede vrouw van Martinus Sara Catharina de Wit. Hijzelf was getrouwd met Jannetje Stoorvogel (1862-1932) en kreeg vier kinderen.
Zijn muzikale opleiding kreeg hij in Rotterdam van Johannes Barend Litzau en Ferdinand Blumentritt. Hij bespeelde niet alleen het orgel maar hij was voorts muziekdocent en handelaar in piano’s, orgels etc. Tevens schreef hij handleidingen in akkoordenleer, zelfonderricht in de harmonie en een toelichting op psalmmelodieën.

## Werken
- opus 4: Lijdenszang
- opus 7: Engelenzang met koraal
- opus 8: Menuet
- opus 9: Nog juicht ons toe die zaal'ge nacht
- opus 10: Psalm 47 voor Hemelvaartsdag
- opus 12: Paaschmorgen
- Halleluja (Fantasie en koraal)
- Elegie, treur- of klaaglied in F majeur